# Lapitastorfotshöna
Lapitastorfotshöna (Megapodius alimentum) är en förhistorisk utdöd fågel i familjen storfotshöns inom ordningen hönsfåglar. 
Fågeln beskrevs 1989 utifrån subfossila benlämningar funna vid arkeologiska utgrävningar på ön Lifuka i Ha'apaiöarna i Tonga. Den har även funnits på öarna Lakeba och Mago i Lauöarna i Fiji. Den tros ha dött ut av jakt efter att människan koloniserade öarna. Dess vetenskapliga artnamn syftar på att den användes av människan som föda.